# اچ‌ام‌اس بریستول (۱۹۱۰)
اچ‌ام‌اس بریستول (۱۹۱۰) (به انگلیسی: HMS Bristol (1910)) یک کشتی بود که طول آن ۴۳۰ فوت (۱۳۱٫۱ متر) بود. این کشتی در سال ۱۹۱۰ ساخته شد.